# Ерёменко, Фёдор Исаакович
Федор Исаакович Еременко (1904, Елисаветград, Херсонской губернии — 22 октября 1969, Львов) — советский партийный деятель, председатель Львовского горисполкома, заместитель председателя Львовского облисполкома. Депутат Верховного Совета УССР 1-го созыва.

## Биография
Родился в семье рабочего. Трудовую деятельность начал в шестнадцатилетнем возрасте. Работал столяром на заводе «Красная Звезда» в городе Елисаветграде.
В 1924 — 1930 г. — слушатель подготовительных курсов, студент Елисаветградского (Зиновьевского) вечернего машиностроительного института имени Ленина. Получил специальность инженера-механика. С 1930 года работал инженером Киевского Краснознаменного завода "Арсенал".
В 1930 — 1932 г. — в Красной армии.
Член ВКП(б) с 1931 года.
В 1932 — 1937 г. — инженер-механик, а в 1937 — 1938 г. — секретарь партийного комитета КП(б)У Киевского Краснознаменного машиностроительного завода («Арсенал»).
С 1938 года — секретарь Кировского районного комитета КП(б)У города Киева. До сентября 1939 года — 3-й секретарь Киевского городского комитета КП(б)У.
В сентябре — ноябре 1939 г. — председатель Временного управления города Львова. В 1939 — июне 1941 г. — председатель Львовского городского совета депутатов трудящихся.
В начале немецко-советской войны был эвакуирован в восточные районы СССР. С ноября 1941 года — в Красной армии. Участник Великой Отечественной войны с июня 1942 года. Служил в 1942 году заместителем начальника политического отдела 12-й армии, в 1942 — ноябре 1943 г. — заместителем по политической части начальника штаба 12-й армии, в ноябре 1943 — 1945 г. — заместителем по политической части начальника штаба 12-й армии. Воевал на Юго-Западном, Брянском, 3-м и 1-м Украинском фронтах.
В 1946 — декабре 1948 г. — 1-й секретарь Сталинского районного комитета КП(б)У города Львова.
В декабре 1948 — январе 1950 г. — секретарь Львовского городского комитета КП(б)У. В январе — сентябре 1950 г. — 2-й секретарь Львовского городского комитета КП(б)У.
В 1950 — 9 февраля 1954 г. — заместитель председателя исполнительного комитета Львовского областного совета депутатов трудящихся.
В 1954 — 28 декабря 1965 г. — начальник Львовского областного управления автомобильного транспорта и шоссейных дорог (областного управления строительства и эксплуатации шоссейных дорог).
С декабря 1965 г. — на пенсии в Львове.

## Звание
- подполковник

## Награды
- орден Отечественной войны II-го века. (14.06.1943)
- орден Красной Звезды (20.11.1943)
- орден Красного Знамени (13.06.1945)
- орден Знак Почета (23.01.1948)
- ордена
- медали